# Bremner-Gletscher (Antarktika)
Der Bremner-Gletscher ist ein rund 20 km langer und bis zu etwa 3,5 km breiter Gletscher nahe der Black-Küste des Palmerlands auf der Antarktischen Halbinsel. Er fließt von der Peck Range in nördlicher Richtung zum Beaumont-Gletscher, den er östlich des Mount Wever erreicht.
Das UK Antarctic Place-Names Committee benannte ihn 2020 nach Steven Bremner (* 1959), der 35 Jahre lang für den British Antarctic Survey als Ingenieur tätig war.